# ショートカットキー
ショートカットキー（キーボードショートカット、もしくはホットキーとも言う）とは、コンピュータの特定の機能を動作させるために押すキーである。マウスなどのポインティングデバイスを使用した操作でも同様の機能が使用できるが、「ショートカット」という語が示すとおり、ある程度PCの操作に慣れていれば一般的な操作を迅速に実行できる。

## 概要
キーボードによる文字入力と区別するため、CtrlやAlt、Shift、Windowsキーなどの修飾キーと同時に押すことで機能する。
コピーや切り取り・貼り付けなどの基本的な操作については、多くのアプリケーションで共通のショートカットキーが設定されていることが多いが、固有のショートカットキーを提供する会社も多く存在する。
多くのGUI、もしくはテキストユーザインタフェースでは、アプリケーションのメニュー内にショートカットキーが明記されていることが多い。

## マウスとショートカットキーの比較

### マウスの利点、欠点

#### マウスの利点
- マウスポインタを画面上の特定の位置に合わせてクリックすることが見た目にわかりやすい。
- ショートカットキーを覚える必要がなく初心者でも扱いやすい。

#### マウスの欠点
- 画面上に表示されている（クリック位置の）機能しか実行できない。
- マウスポインタの位置を合わせるためのマウスの移動は、手を動かす量が比較的多い。
- メニューの奥深くにある機能を呼び出すには更に移動量が増える。

### ショートカットキーの利点、欠点

#### ショートカットキーの利点
- マウスでのクリックと比べ、機能の実行が短時間で可能な場合が多い。
- キーボードで入力しながらポインティングデバイスに手を移動させる必要がない。
- ショートカットキー設定のカスタマイズが可能なソフトでは自己流にカスタマイズする事で操作をより効率化出来る。

#### ショートカットキーの欠点
- 機能に対応するキーを覚えておかなければならない（コピーの場合はCtrl+Cなど）。
- ツールによってコマンドが異なる場合がある。
- ショートカットキーに割り当てられている機能しか実行できない。
- 一つのキーに複数の機能が割り当てられてしまったりする場合がある。